# 厄尔河畔圣乔治
厄尔河畔圣乔治（法語：Saint-Georges-sur-Eure，法語發音：[sɛ̃ ʒɔʁʒ syʁ œʁ]），法国中北部城市，中央-卢瓦尔河谷大区厄尔-卢瓦省的一个市镇，隶属于沙特尔区，其市镇面积为15.43平方公里，2022年1月1日时人口数量为2,728人，在法国城市中排名第3,943位。
厄尔河畔圣乔治位于厄尔-卢瓦省中部，厄尔河畔，沙特尔－波尔多铁路和多条公路在此交汇。

## 地名来源

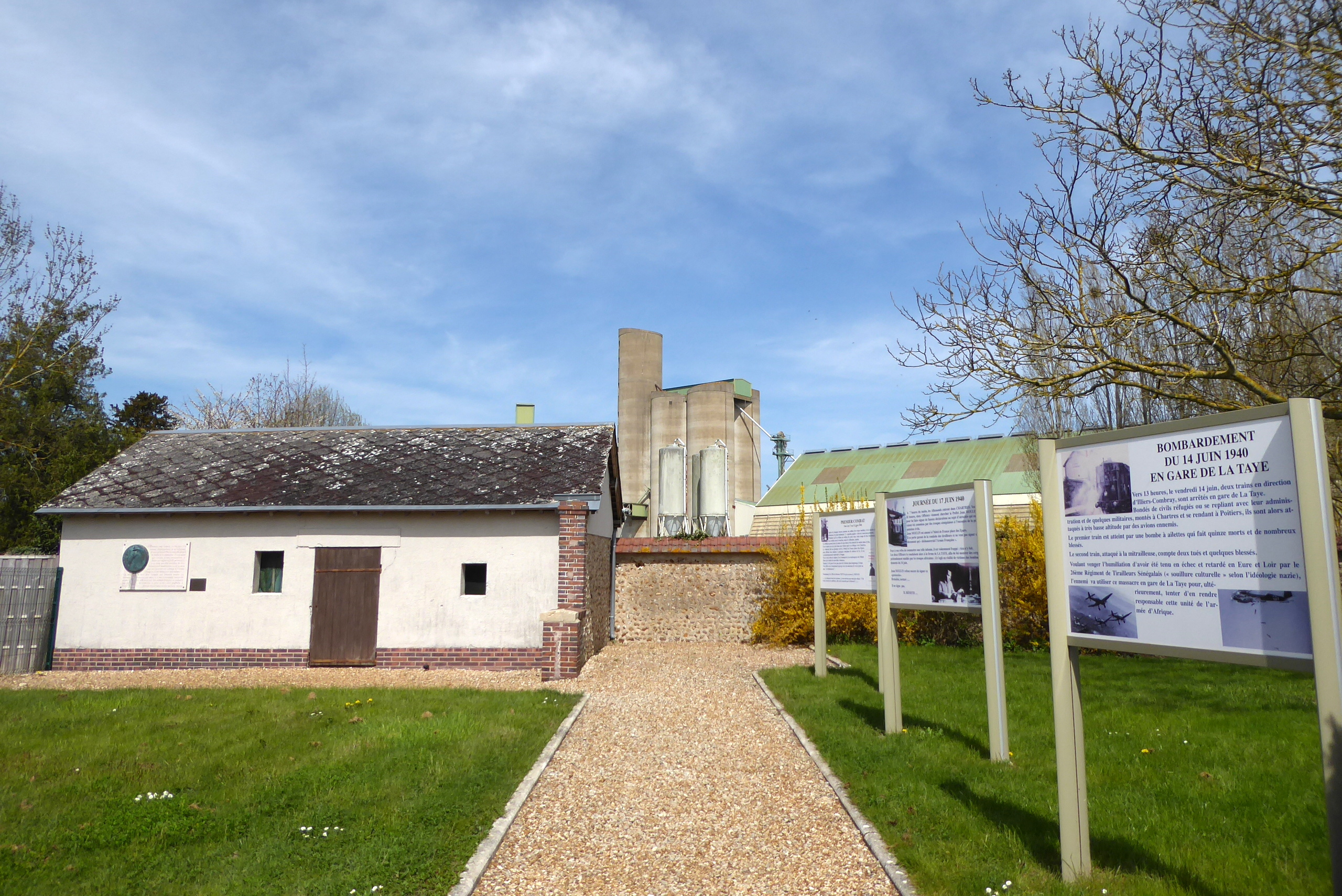
让·穆兰纪念园

“Saint-Georges”一名最初于公元13世纪初以拉丁语“Sanctus Georgius”的形式被记载，后者为一名天主教圣人，其生平尚有待考证。

## 历史
根据当地官方网站的论述，厄尔河畔圣乔治始建于公元6世纪，彼时当地出现了一处纪念圣人乔治的祷告亭。12世纪时，祷告亭被扩建为圣乔治教堂。法国大革命后，厄尔河畔圣乔治成为厄尔-卢瓦省的一个市镇。1833年6月28日，一场大火烧毁了厄尔河畔圣乔治境内的34间房屋。19世纪中期陆续建成的沙特尔－波尔多铁路从厄尔河畔圣乔治的东南部经过。厄尔河畔圣乔治境内先后于1930年、1995年和2018年发生洪水，部分街道被淹没。1940年6月17日，抵抗运动领袖让·穆兰在厄尔河畔圣乔治境内被纳粹德军逮捕。

## 地理

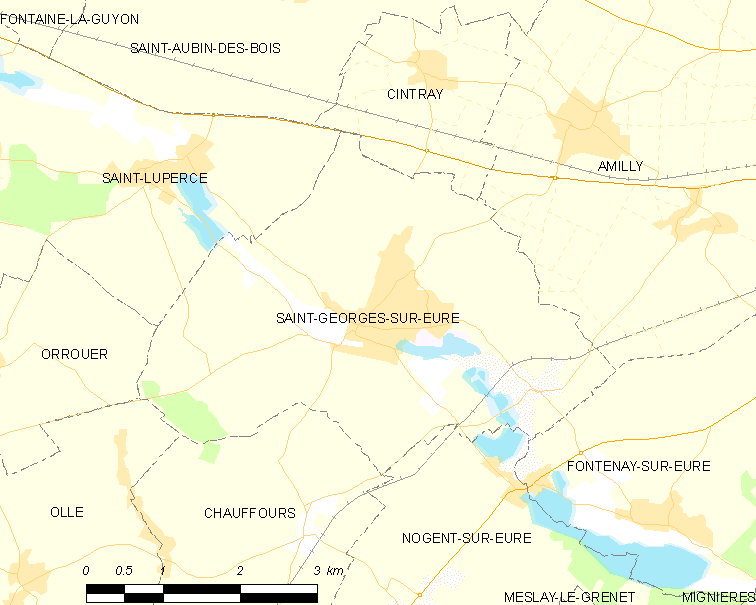
厄尔河畔圣乔治市镇范围地图

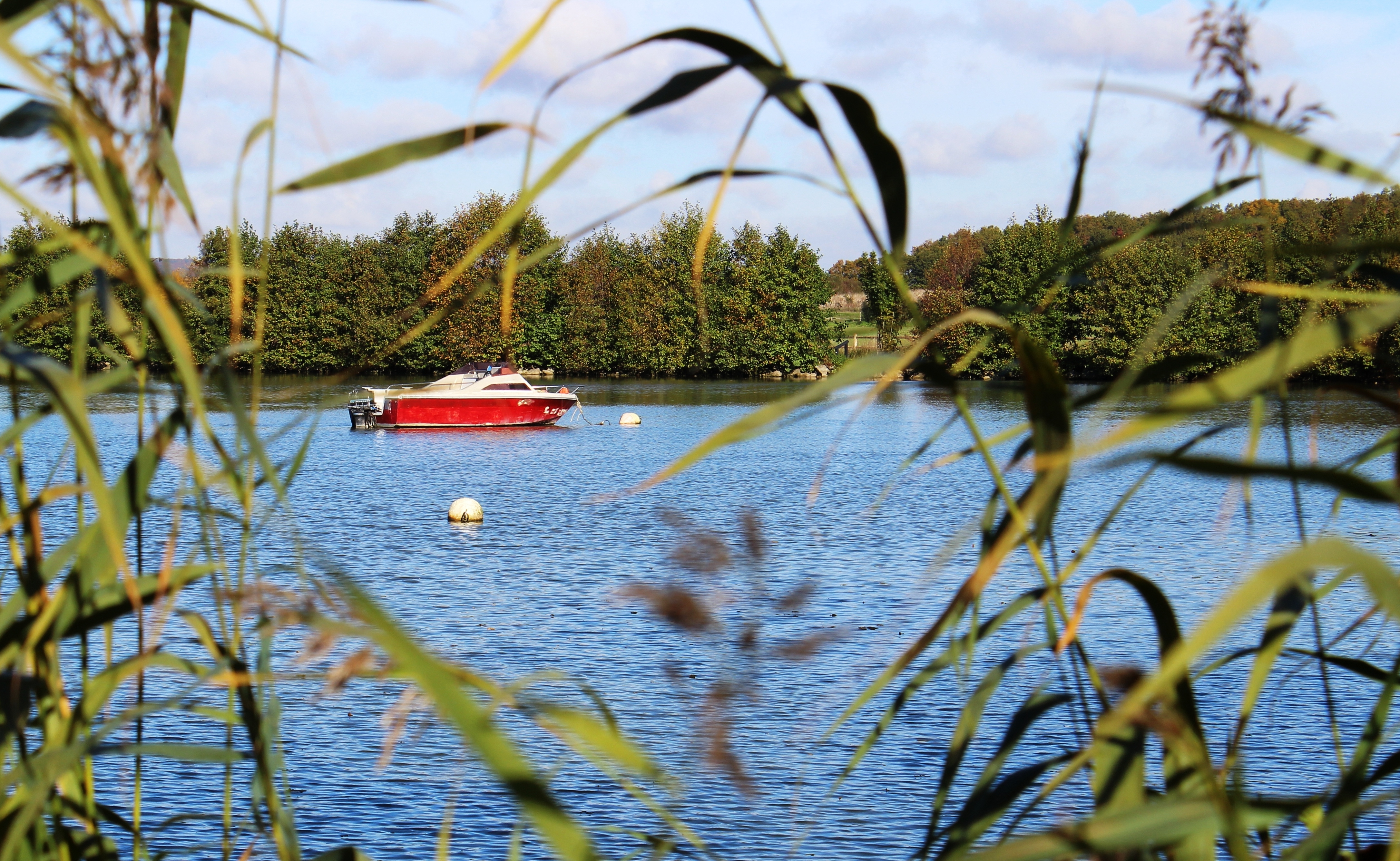
厄尔河畔圣乔治湖

厄尔河畔圣乔治位于法国中北部偏西，中央-卢瓦尔河谷大区北部和厄尔-卢瓦省中部，距离省会沙特尔大约11公里。与厄尔河畔圣乔治接壤的市镇包括：圣吕佩尔斯、桑特赖、阿米伊、厄尔河畔丰特奈、厄尔河畔诺让、绍富尔、奥莱、奥鲁埃尔。

### 地形
厄尔河畔圣乔治位于博斯地区腹地，境内以平原为主，市镇中心地势较为平坦，全境海拔在141到165米之间。

### 水文
厄尔河畔圣乔治位于塞纳河流域范围内，其左岸支流厄尔河自西北向东南流经镇中心。厄尔河畔圣乔治东部有一处同名大型湖泊。

### 植被
厄尔河畔圣乔治属于温带阔叶混交林区，林地主要分布于河流附近及市区内的部分街区。
在鲜花城市的评比中，厄尔河畔圣乔治被评为2星级鲜花城市。

### 气候
厄尔河畔圣乔治在柯本气候分类法中属于温带海洋性气候。

## 行政区划
厄尔河畔圣乔治的市镇编号为28337，邮政编号为28190。
在行政管理方面，厄尔河畔圣乔治隶属于法国中央-卢瓦尔河谷大区厄尔-卢瓦省沙特尔区；在地方选举方面，厄尔河畔圣乔治隶属于伊利耶孔布赖县，其市镇范围全境被划入厄尔-卢瓦省第三选区；在社会管理方面，厄尔河畔圣乔治是沙特尔都会城市圈公共社区的组成部分。
法国国家统计与经济研究所（简称）在进行数据统计时，未将厄尔河畔圣乔治划入任何城市核心区（Unité urbaine），将包括厄尔河畔圣乔治在内的周边共86个市镇划为沙特尔城市区。自2020年起，沙特尔城市区被包含117个市镇的沙特尔城市辐射区代替。此外，还将厄尔河畔圣乔治市镇整体看作一个“块区”（IRIS），以便于统计人口分布情况。

## 交通

### 公路
厄尔-卢瓦省省道D6.10线、D114线、D123线、D143线和D610线在厄尔河畔圣乔治境内交汇，中央-卢瓦尔河谷大区下属的城际客运提供校车巴士线路，可前往周边部分市镇。
2019年，87.1%的厄尔河畔圣乔治家庭拥有至少一辆私人汽车。2019年，厄尔河畔圣乔治境内共发生各类交通事故1起，造成1人受伤，其中1人重伤。
| 3 | 10 |

| 沙特尔 | 14 |

| 拉卢普 | 31 |

| 诺让勒罗特鲁 | 47 |

### 铁路
厄尔河畔圣乔治位于沙特尔－波尔多铁路上。拉泰站位于厄尔河畔圣乔治市区东南部，停靠往返于沙特尔和布鲁一线的区域列车。

### 航空
距离厄尔河畔圣乔治最近的民用航空站为巴黎-奥利机场，距离厄尔河畔圣乔治市中心的公路里程约95公里。

### 城市公共交通
截至2022年12月，厄尔河畔圣乔治暂无城市公共交通。

## 政治

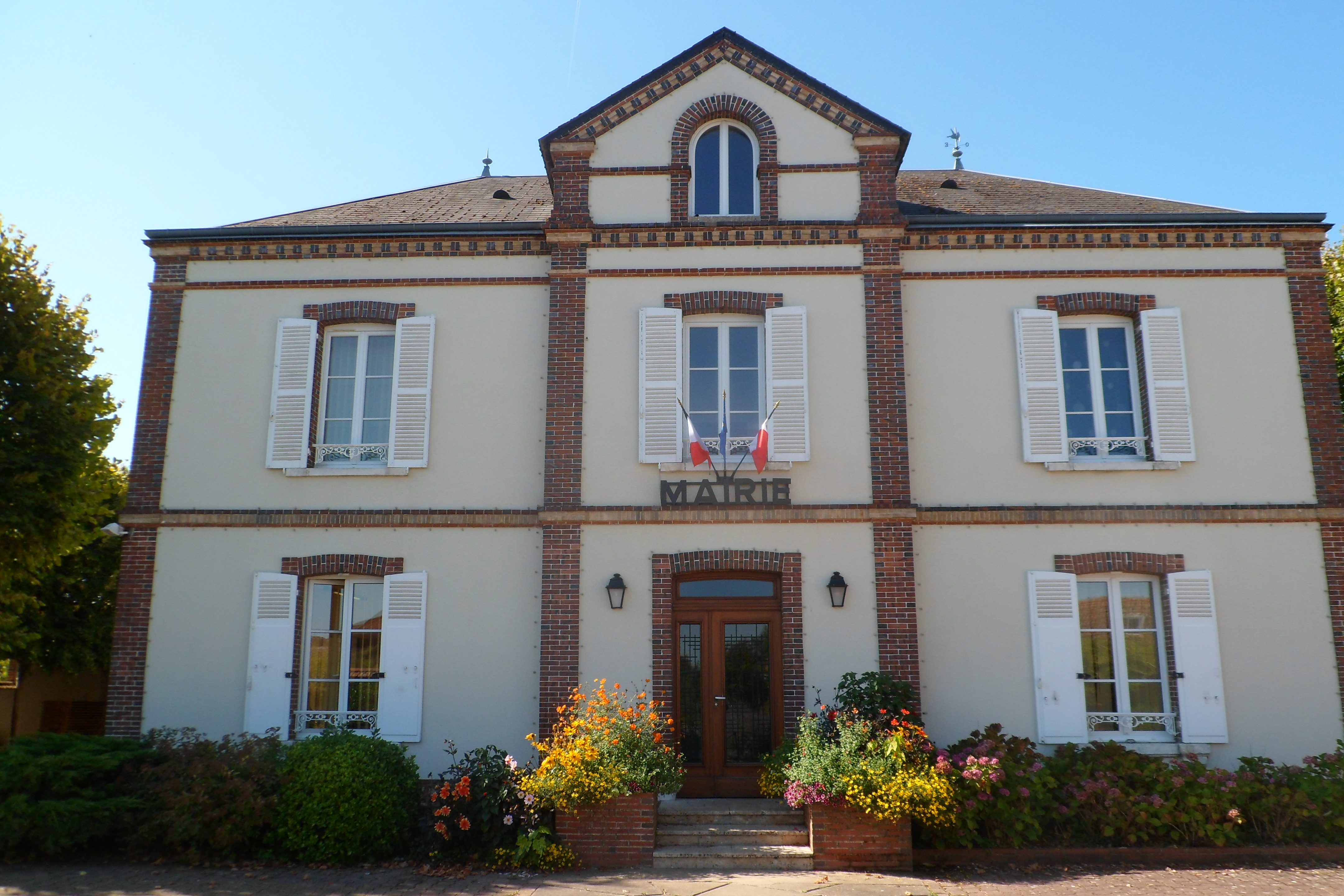
厄尔河畔圣乔治市政厅

厄尔河畔圣乔治的现任市长为雅基·戈利耶先生（Jacky GAULLIER），他是一名无党派人士，在2020年的市政选举中获得了57.04%的支持率。
在2022年的法国总统大选中，法国第25任总统埃马纽埃尔·马克龙在厄尔河畔圣乔治获得了54.6%的支持率。

## 人口
2019年，厄尔河畔圣乔治市镇人口数量为2,817，在法国排名第3,943位。其中男性1,393人，女性1,424人，75岁及以上人口占8.4%，外籍人口数量为65人，人口密度为183人/平方公里，当地居民被称为（男性）或（女性）。2020年，厄尔河畔圣乔治境内出生22人，死亡人口27人。
| 厄尔河畔圣乔治1901年－2019年人口变化情况 |
|                                          |
| 数据来源：Cassini、INSEE                 |

## 经济
截止2022年12月，厄尔河畔圣乔治市镇范围内共有各类用人单位（包含自雇）324家，平均历史为16年，其中99.42%为中小型企业（PME），2022年10月至12月间，当地的经济活力指数为0。（制药）、（汽车销售）及（房屋拆除工程）是当地2021年营业额最高的三个企业，分别为1,701,830欧元、290,672欧元和149,984欧元。

## 财政与居民收入
2020年，厄尔河畔圣乔治的财政收入总额为2,460,190欧元，财政支出总额为1,942,490欧元，当年的债务总额为886,370欧元。2021年，厄尔河畔圣乔治市镇共获得364,594欧元的国家财政补助，比上一年增加了3.59%。
2020年，厄尔河畔圣乔治的人均月收入总额为2,296欧元，其中高级职员为3,692欧元，低于法国平均水平（4,230欧元）；中级职员为2,412欧元，高于法国平均水平（2,411欧元）；普通职员为1,843欧元，高于法国平均水平（1,740欧元）。
2019年，厄尔河畔圣乔治境内的青壮年（15至64岁）失业率为7.7%，当地61.9%的家庭拥有纳税资格，平均纳税2,465欧元，低于法国平均水平（3,910欧元）。

## 社会事务

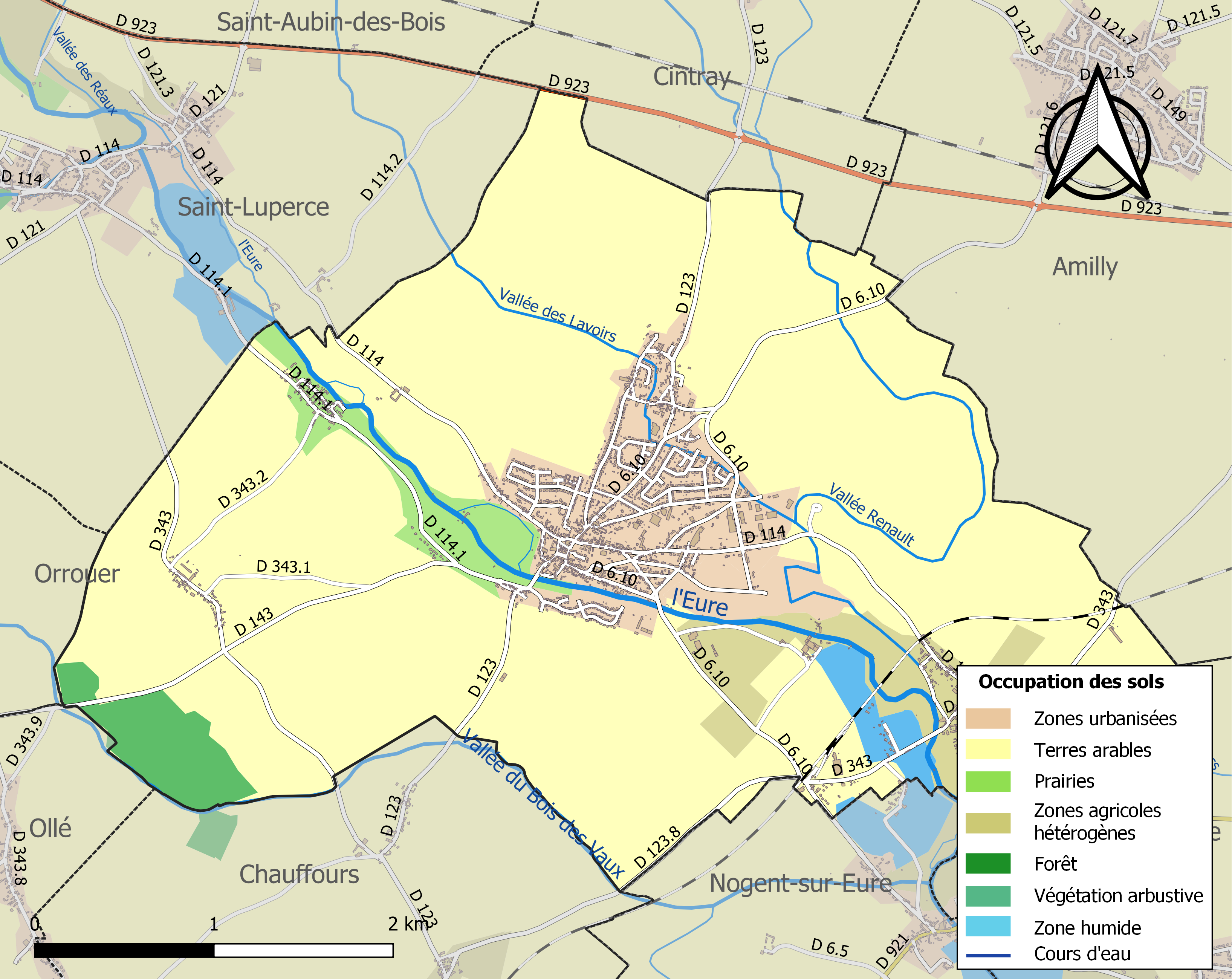
厄尔河畔圣乔治土地利用情况地图

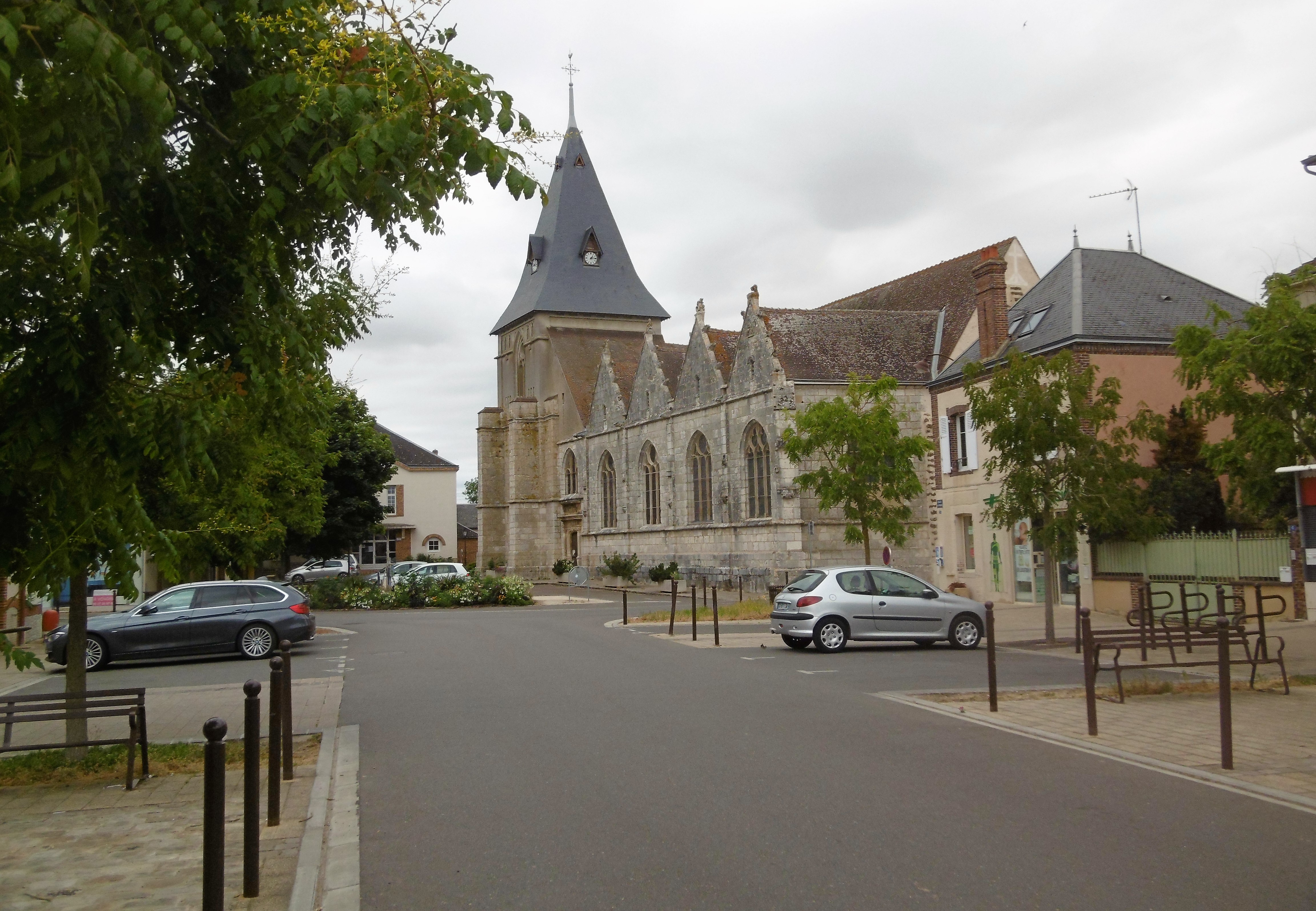
厄尔河畔圣乔治镇中心

### 教育
厄尔河畔圣乔治属于奥尔良-图尔学区。截止2021年1月1日，厄尔河畔圣乔治境内共有1所幼儿园和1所小学。

### 医疗
截止2021年1月1日，厄尔河畔圣乔治境内共有全科医生2名、保健师1名和护士3名。境内共有药房1家。
距离厄尔河畔圣乔治最近的区域性医疗机构为沙特尔中心医院（Centre Hospitalier de Chartres），其主病区路易·巴斯德医院（Centre hospitalier Louis Pasteur）位于勒库德赖境内，距离厄尔河畔圣乔治市区的正常车程大约15分钟，该院设有床位564个，是当地规模最大的公立综合性医院。

### 住房
2019年，厄尔河畔圣乔治境内共有各类住房1,262套，其中94.1%为独立式居民区，5.7%为集中式居民区。常住房屋占厄尔河畔圣乔治市镇范围内居民建筑总量的93.3%。
在住房保障政策方面，2021年，厄尔河畔圣乔治境内共有72户家庭获得了住房经济补助，受益人数占总人口数量的2.6%，其中64份为房租补助。

### 商业
2021年，厄尔河畔圣乔治境内共有各类实体商铺49家，其中餐厅3家、大型超市1家、杂货店2家、面包房2家、肉铺1家、书店1家、美容美发店5家、汽车维修店3家。市区北部建有一家Intermarché大型超市。

### 体育
2021年，厄尔河畔圣乔治境内共有1间体育馆以及1处足球或橄榄球场。
截至2022年12月，厄尔河畔圣乔治足球俱乐部（Football Club Saint Georges Sur Eure，编号518760）是厄尔河畔圣乔治境内唯一的一家注册足球俱乐部。该俱乐部主队2022至2023赛季参加中央-卢瓦尔河谷大区足球联赛乙组（法国第七级别），其主场为让·勒鲁瓦球场（Stade Jean-Leroy）。

### 环境
厄尔河畔圣乔治的环境事务由其所属的沙特尔都会城市圈公共社区联合各级政府协调负责。2021年，厄尔河畔圣乔治境内暂无污染企业。

### 治安
厄尔河畔圣乔治及其附近的共107个市镇是吕塞国家宪兵队（zone gendarmerie de Lucé）的管辖范围。2020年，该宪兵队累计记录各类案件2,724起，其中盗窃类案件1,296起，经济类案件399起，毒品交易类案件111起。

## 文化

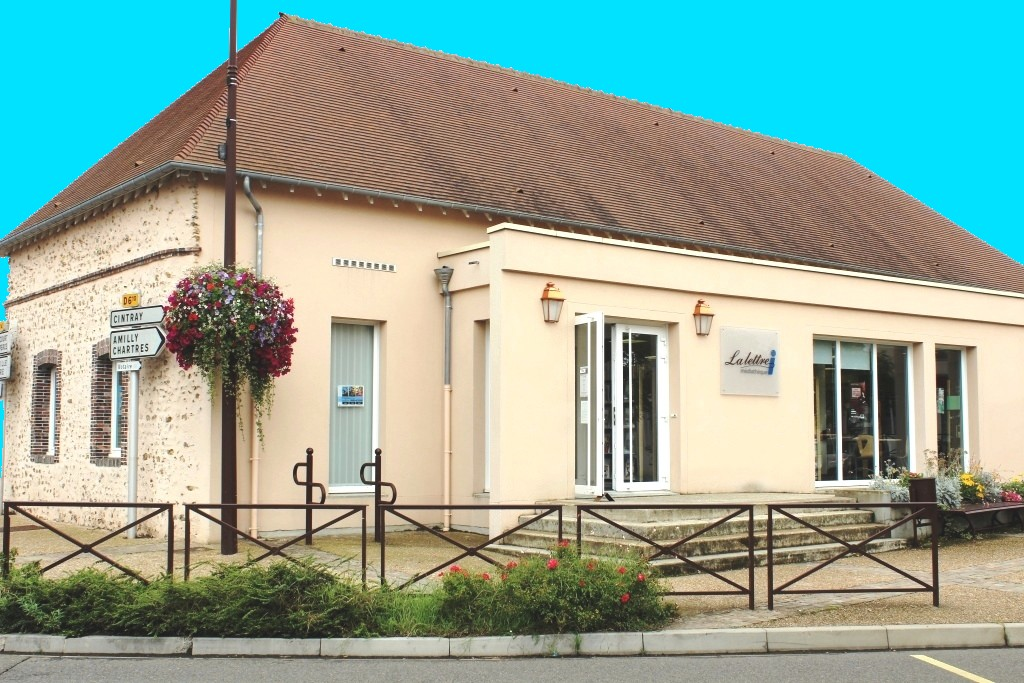
厄尔河畔圣乔治多媒体中心

2021年，厄尔河畔圣乔治境内暂无任何文化设施。厄尔河畔圣乔治市政府提供多媒体中心，每周二至六向公众开放。

### 建筑
厄尔河畔圣乔治境内有多处历史建筑，其中圣乔治教堂是当地的地标性建筑物，自1926年起被列入法国国家文物保护单位。

### 旅游
厄尔河畔圣乔治的旅游事务由其所属的沙特尔都会城市圈公共社区负责。2022年，厄尔河畔圣乔治境内暂无任何游客接待设施。

### 媒体
法国主要的媒体均可在厄尔河畔圣乔治接收，法国电视三台下属的中央-卢瓦尔河谷大区频道在部分时段播出厄尔河畔圣乔治所属区域的地方新闻。《共和回声报》、蓝色法兰西奥尔良广播等是当地主要的地方性媒体。

## 友好城市
截至2022年12月，厄尔河畔圣乔治暂未建立任何友好城市关系。